# Juliï Borisovich Khariton
Julii Borisovich Khariton (em russo:  Ю́лий Бори́сович Харито́н; 27 de fevereiro de 1904 — 18 de dezembro de 1996) foi um físico soviético. Dedicado à pesquisa no campo da energia nuclear, foi o chefe do projeto da bomba atômica soviética desde a sua criação por Joseph Stalin em 1943 e permaneceu no programa nuclear soviético por aproximadamente 40 anos.

## Biografia

### Família, infância e educação
Julii Khariton nasceu na cidade de São Petersburgo, numa família judia, no dia 27 de fevereiro de 1904. Seu pai era o jornalista político e editor Bóris Osipovich Khariton, formado em direito pela universidade de Kiev.
Seu pai trabalhou para o jornal Rech, órgão principal do Partido Democrático Constitucional e era uma figura bem conhecida nos círculos políticos da Rússia. Depois que a revolução russa desmantelou a autocracia czarista em 1917, Boris Khariton entrou em conflito com os bolcheviques, pois ele estava em desacordo com a ideologia soviética de Vladimir Lenin. Em 1922, em função de um decreto de Lênin, Boris foi expulso da Rússia Soviética juntamente com professores e jornalistas em um dos chamados navios dos filósofo. Posteriormente, trabalhou num jornal de imigrantes na Letônia. Após a anexação da Letônia pela União Soviética, foi preso pela NKVD (a antecessora da KGB) e morreu num Gulag. 
A mãe de Yulii, Mirra Yakovlevna Burovskaya, era uma atriz de teatro que se apresentava no Teatro de Arte de Moscou. Ela deixou a Rússia em 1910 devido a uma doença que tinha que ser tratada na Europa. Yulii tinha seis anos quando sua mãe o deixou e foi criado e cuidado por uma mulher estoniana, contratada por seu pai no exílio na Letônia. A mãe de Yulii nunca voltou para a Rússia e se divorciou de seu pai, apenas para se casar com seu psiquiatra, Dr. Max Eitingon.
Tendo morado na Alemanha, Mirra juntou-se a um grupo sionista de imigração para o então Mandato Britânico da Palestina e se mudou para Tel Aviv, na Palestina, em 1933, onde permaneceu até sua morte. Ela está enterrada em Jerusalém.
Yulii foi proibido de entrar em contato com seus pais depois que ele começou seus trabalhos confidenciais na União Soviética. Suas viagens foram altamente restringidas pela União Soviética e mais tarde pela Rússia.
Yulii foi educado em casa por uma governanta estoniana, contratada por seu pai, que lhe ensinou alemão. Aos onze anos, começou a frequentar a escola regular. Em São Petersburgo, ele passou a frequentar uma escola de comércio que ele completou aos quinze anos e depois encontrou trabalho em uma oficina mecânica local onde aprendeu a operar várias máquinas como maquinista.
Julii ingressou no Instituto Politécnico de Leningrado de 1920 cursando o engenharia mecânica, mas depois mudou para física por achar mais estimulante. Aprendeu física com os físicos russos Abram Ioffe, Nikolay Semyonov e Alexander Friedmann. Khariton ficou particularmente fascinado com o trabalho de Semenov, cuja pesquisa usava as técnicas da física em química, que Semenov chamou de "física química". O talento de Khariton foi reconhecido por Semenov, que apoiou seu projeto de pesquisa na capacidade de emissão luz do fósforo combinada com oxigênio, e relatou os resultados tanto no alemão quanto no russo. Em 1926, Khariton concluiu seu curso de física no Instituto Politécnico de Leningrado e encerrou seu projeto de pesquisa enquanto se preparava para sua primeira viagem ao exterior para a Inglaterra.
Estudou na Universidade de Cambridge de 1926 a 1928, sob o comando de Ernest Rutherford, obtendo um doutorado. Entre 1931 a 1946 ele chefiou o Laboratório de Explosão do Instituto de Físico-Química e recebeu um doutorado em de Ciências Físicas e Matemáticas em 1935. Durante esse período, Julii Khariton e Yakov Borisovich Zel'dovich conduziram cálculos da reação em cadeia do urânio. Ele foi eleito membro-correspondente da Academia de Ciências da União Soviética em 1946, tornando-se membro em 1953. Recebeu três condecorações de Herói do Trabalho Socialista (1949, 1951 e 1954), uma Ordem de Lenin em 1956 e três Prêmios do Estado Soviético (1949, 1951 e 1953), também recebendo a Medalha de Ouro Kurchatov de 1974 e uma Medalha de Ouro Lomonossov, em 1982.

### Plano soviético da bomba atômica
Em 1928, Khariton decidiu morar na Alemanha para ficar perto de sua mãe, mas ficou horrorizado e assustado com a propaganda política do Partido Nazista na Alemanha; dessa maneira, retornou à União Soviética enquanto sua mãe partia para a Palestina.
Em 1931, ingressou no Instituto de Física Química e, por fim, chefiou o laboratório de explosões até 1946, trabalhando em estreita colaboração com outro físico russo Yakov Borisovich Zel'dovich, em reações químicas exotérmicas em cadeia.
Em 1935, ele recebeu seu doutorado em ciências físicas e matemáticas. Durante esse período, Khariton e Zel'dovich conduziram experimentos sobre as reações em cadeia do urânio. Em agosto de 1939, Zel'dovich, Khariton e Aleksandr Leipunskii entregaram artigos sobre o processo teórico por trás das reações em cadeia da fissão nuclear em uma conferência em Kharkiv, Ucrânia; esta foi a última discussão pré-guerra das reações em cadeia na URSS.
Durante a Segunda Guerra Mundial, o conhecimento de Khariton sobre a física das explosões foi usado em estudos experimentais sobre armamento soviético e estrangeiro, enquanto continuava sua liderança no Instituto de Física Química.
Em 1949, ele e Kirill Shchelkin relataram ao Comitê Especial sobre o progresso da primeira arma nuclear soviética, a RDS-1, que foi testada em 29 de agosto daquele ano. Ele respeitava os superiores políticos, mas apoiava os cientistas sob ele de maneira política e diplomática. O físico e chefe de departamento Andrei Sakharov se referiu a ele como sendo "zeloso e indiferente a si mesmo"; ele falou para os cientistas quando eles mudaram de foco, um dispositivo nuclear de dois estágios com compressão inicial de 1954 (o RDS-37) e apoiou pedidos para não detonar o RDS-220 (a maior bomba de todos os tempos) por causa do número calculado de mortes devido a precipitação radioativa. Ele não apoiaria pedidos semelhantes para interromper um teste duplicado em uma segunda "instalação" em Snezhinsk, que ele considerava divisiva, e não intercederia em certos casos pessoais carregados politicamente.
Sua diplomacia significava absorver críticas e críticas de líderes políticos que iam e vinham. O KB-11 às vezes era menosprezado por ter um número significativo de funcionários com formação judaica, incluindo Khariton. A segunda instalação, sob Yevgeny Zababakhin, tinha menos, e havia relações profissionais embaraçosas; era comicamente referida como "Egito" pelos políticos, com implicações comparativas óbvias com o KB-11: a sala de jantar do KB-11 era denominada "a sinagoga".

## Prêmios e legado
- Herói do Trabalho Socialista (1949, 1951, 1954);
- Prêmio Stalin (1949, 1951, 1953);
- Ordem de Lenin (1949, 1956, 1962, 1964, 1974, 1984);
- Prêmio Lenin (1956);
- Ordem da Revolução de Outubro (1971);
- Ordem da Bandeira Vermelha do Trabalho (1945);
- Ordem da Estrela Vermelha (1944);
- Medalha de ouro de I.V. Kurchatov (1974);
- Grande Medalha de Ouro de M.V. Lomonosov (1982).

Em outubro de 1997, em Sarov, a Rua Togliati foi renomeada para Akademik Khariton Street, em homenagem a ele. Um busto de bronze dele foi instalado em fevereiro de 2004 ao lado da Casa dos Cientistas da VNIIEF. Em 2004, um selo russo foi emitido em homenagem ao seu centésimo aniversário.